# Elk Rapids (Míchigan)
Central Lake es una villa ubicada en el condado de Antrim en el estado estadounidense de Míchigan. La localidad en el año 2010, tenía una población de 1.642 habitantes, con una densidad poblacional de 315,77  personas por km².

## Geografía
Elk Rapids se encuentra ubicada en las coordenadas 44°53′41.87″N 85°24′19.6″O / 44.8949639, -85.405444. Según la Oficina del Censo, la localidad tiene un área total de 5,2 km² (2 mi²), de la cual 4,3 km² (1,7 mi²) es tierra y 0,9 km² (0,3 mi²) (17.33%) es agua.

### Localidades adyacentes
El siguiente diagrama muestra a las localidades en un radio de 24 kilómetros (14,9 mi) de Elk Rapids.

## Demografía
En el 2000 la renta per cápita promedia del hogar era de $31.382, y el ingreso promedio para una familia era de $45.179. El ingreso per cápita para la localidad era de $19.735. En 2000 los hombres tenían un ingreso per cápita de $30.845 contra $23.167 para las mujeres. Alrededor del 8.20% de la población estaba bajo el umbral de pobreza nacional.